# Isola Savage
Savage è una piccola isola satellite di Attu che fa parte delle isole Near, un gruppo delle Aleutine occidentali e appartiene all'Alaska (USA). Si trova nella  Temnac Bay sul lato meridionale dell'isola di Attu.
Savage è stata così chiamata dall'esercito americano durante l'occupazione di Attu nella seconda guerra mondiale.